# Aillwee Cave
Aillwee Cave (Iers: Pluaiseanna na hAille Buí) of McGanns Cave) is de beroemdste van de vele duizenden grotten onder het karstlandschap van de Burren in het noordwesten van County Clare, Ierland. De naam Aillwee is afgeleid van het Ierse woord voor "gele klip": Aill Bhuí.

## Beschrijving
Het grottenstelsel bestaat uit ongeveer een kilometer aan gangen tot in het hart van de berg. Er zijn onder meer een ondergrondse rivier, een waterval, stalactieten en stalagmieten te vinden. Ook de overblijfselen van beren zijn zichtbaar. Ongeveer 300 meter van de grond is toegankelijk voor het publiek, plusminus een derde van de totale lengte. Men verlaat het grottenstelsel weer via een 250 meter lange gegraven tunnel.
De grot is een typisch voorbeeld van de grotten in County Clare: een lange voormalige stroombedding eindigend in een put. De grot loopt globaal oost-west maar draait na circa 600 meter naar het zuiden.
De grot is aanzienlijk ouder dan de meeste grotten in County Clare. Oorspronkelijk liep er een flinke waterloop door maar deze is nu grotendeels verdwenen. De grot is thans gedeeltelijk opgevuld met gletsjermaterialen. De formaties in het publieke deel van de grot zijn zelden meer dan 8000 jaar oud. In het afgesloten gedeelte is echter calciet aangetroffen van meer dan 350.000 jaar oud.

## Ontdekking en verkenning
De grot werd in 1944 ontdekt door een boer, Jacko McGann. Deze volgde zijn hond die een konijn aan het opjagen was. McGann ging niet ver de grot in en vond het ook niet nodig iemand er over te vertellen. Pas in 1973 vertelde hij grotonderzoekers over zijn vondst. Die zomer werd de grot voor het eerst gedeeltelijk onderzocht. Spoedig daarna begon de ontwikkeling van de grot tot toeristische attractie. In 1992 werd de "Marine Blast"-tunnel in gebruik genomen teneinde een rondgang door de grot mogelijk te maken (en meer bezoekers te kunnen ontvangen). De grot is thans het gehele jaar geopend.
De grot komt voor in de Father Ted-episode "The Mainland" onder de naam "The Very Dark Caves".